# Jotiba
Jotiba o Vadi Ratnagiri és una muntanya a Maharashtra a l'antic estat de Kolhapur a uns 15 km al nord-oest de Kolhapur, formant part de la serra de Panhala, que deriva dels Ghats Occidentals i arriba fins al Kistna. Al cim hi ha un petit poble de 1.400 habitants que és considerat sagrat amb tres temples anomenats Kedarling, Kedareshwar i Ramling. El primer fou construït per Ranoji Sindhia el 1730, el segon per Daulat Rao Sindhia el 1808 i el tercer fou construït vers 1780 per Maljl Nilam Panhalkar. Un capella propera consgrada a Chopdai fou construïda per Priti Rao Himmat Bahadur el 1760. Fora del poble hi ha el temple de Yamai, construït també per Ranoji Sindhia i davant el qual hi ha dos cisternes una construïda per Jijabai Sahib el 1743 i l'altre (anomenada Jamadagnya) per Ranoji Sindhia. Una fira anual que commemora la destrucció d'un dimoni per la deïtat Jotiba, es fa una fira anual el març o abril.